# Campagna del Borneo
La campagna del Borneo fu l'ultima grande campagna alleata nel teatro del Pacifico sud-occidentale durante la seconda guerra mondiale.
In una serie di attacchi anfibi condotti in vari punti tra il 1º maggio e il 21 luglio 1945, il I Corpo d'armata australiano, al comando del tenente generale Leslie Morshead, attaccò le guarnigioni giapponesi che occupavano la grande isola del Borneo; forze aeronavali della 7ª Flotta statunitense comandata dall'Ammiraglio Thomas Kinkaid, della First Tactical Air Force australiana e la Thirteenth Air Force statunitense appoggiarono le azioni delle truppe di Moeshead durante la campagna. Le forze imperiali giapponesi nel sud e nell'est dell'isola erano al comando del viceammiraglio Michiaki Kamada e nel nord-ovest del tenente generale Masao Baba, comandante della 37ª Armata.
La campagna portò alla cattura di importanti basi navali e aeree nella zona di Tarakan, del Brunei, del Sarawak e attorno a Balikpapan, come pure degli strategici impianti petroliferi e di produzione della gomma qui situati e alla liberazione di diversi prigionieri di guerra alleati detenuti nei campi dell'isola. A dispetto di questi obiettivi raggiunti, tuttavia, la campagna è stata fortemente criticata come un grosso spreco di risorse e vite umane, vista l'ormai disperata situazione strategica del Giappone e lo stato di isolamento dalla madrepatria delle forze nipponiche nel Borneo, ormai tagliate fuori da qualsiasi ruolo attivo nel conflitto.

## Antefatti
Prima dello scoppio della seconda guerra mondiale, la grande isola del Borneo era suddivisa tra il Borneo britannico lungo la costa nord-occidentale, esteso su un quarto dell'isola e comprendente i protettorati del Borneo del Nord, del Sarawak e del Brunei, e il Borneo olandese per la restante parte; quest'ultimo era ricompreso nella più ampia colonia delle Indie orientali olandesi. Nel 1941 la popolazione dell'isola ammontava a circa 3 milioni di persone, distribuite principalmente in una serie di piccoli villaggi oltre a una dozzina di grossi centri urbani. Il Borneo ha un clima tropicale, e al tempo del conflitto era ricoperto quasi interamente da una densa giungla; la maggior parte della linea costiera era circondata da mangrovie e paludi.
Il Borneo aveva una notevole importanza strategica. I colonizzatori europei avevano impiantato diversi campi petroliferi e le loro compagnie estraevano dall'interno dell'isola svariati materiali rari; l'isola inoltre si trovava al centro delle principali rotte marittime che collegavano la costa del continente asiatico, la Malesia britannica e le Indie olandesi. A dispetto di ciò, tuttavia, il Borneo era ancora una regione poco sviluppata: vi erano solo poche strade praticabili e un'unica ferrovia, e la maggior parte degli spostamenti dovevano essere condotti tramite vie d'acqua o stretti sentieri. Tanto i britannici quanto gli olandesi stazionavano nel Borneo solo ridotti contingenti militari per il presidio dei propri possedimenti.
Nelle fasi iniziali della guerra del Pacifico il Borneo fu rapidamente conquistato dalle forze dell'Impero giapponese, al fine di catturare gli importanti campi petroliferi della regione e mettere in sicurezza il fianco dell'avanzata delle forze nipponiche alla volta della Malesia e delle Indie olandesi. I giapponesi sbarcarono nel Sarawak il 16 dicembre 1941, dove il presidio britannico, rappresentato da un singolo battaglione del British Indian Army, condusse una serie di azioni ritardanti per diverse settimane onde permettere il danneggiamento dei vitali impianti petroliferi. Nel mentre, l'11 gennaio 1942 i giapponesi attaccarono l'isola di Tarakan nel Borneo olandese con i suoi vasti impianti petroliferi; la piccola guarnigione olandese riuscì a danneggiare buona parte degli impianti prima di essere costretta a capitolare. La distruzione degli impianti petroliferi portò a dure rappresaglie delle forze nipponiche ai danni dei civili, in particolare a Balikpapan dove tra gli 80 e i 100 europei furono trucidati dai soldati giapponesi.
Terminate queste operazioni, l'Esercito imperiale giapponese assunse l'amministrazione degli ex-possedimenti britannici mentre la Marina imperiale giapponese assunse quella dei possedimenti olandesi; l'ammontare delle forze di guarnigione rimase comunque molto basso almeno fino alla metà del 1944. Nel corso dell'occupazione giapponese del Borneo, la popolazione locale fu sottomessa a un regime molto duro: a Tarakan molti civili furono obbligati a servire come lavoratori, portando a un collasso dell'economia locale e a una forte penuria di cibo; nell'ottobre 1943 prese vita un'aperta ribellione ad opera delle popolazioni di etnia Daiacchi e cinese, che fu violentemente repressa dai giapponesi con centinaia di esecuzioni. Molti civili morirono per fame e malattie quando le politiche giapponesi nei confronti degli abitanti locali divennero molto più restrittive; le truppe giapponesi condussero numerosi massacri ed eccidi durante il loro periodo di occupazione.

## Piani contrapposti

### Gli Alleati

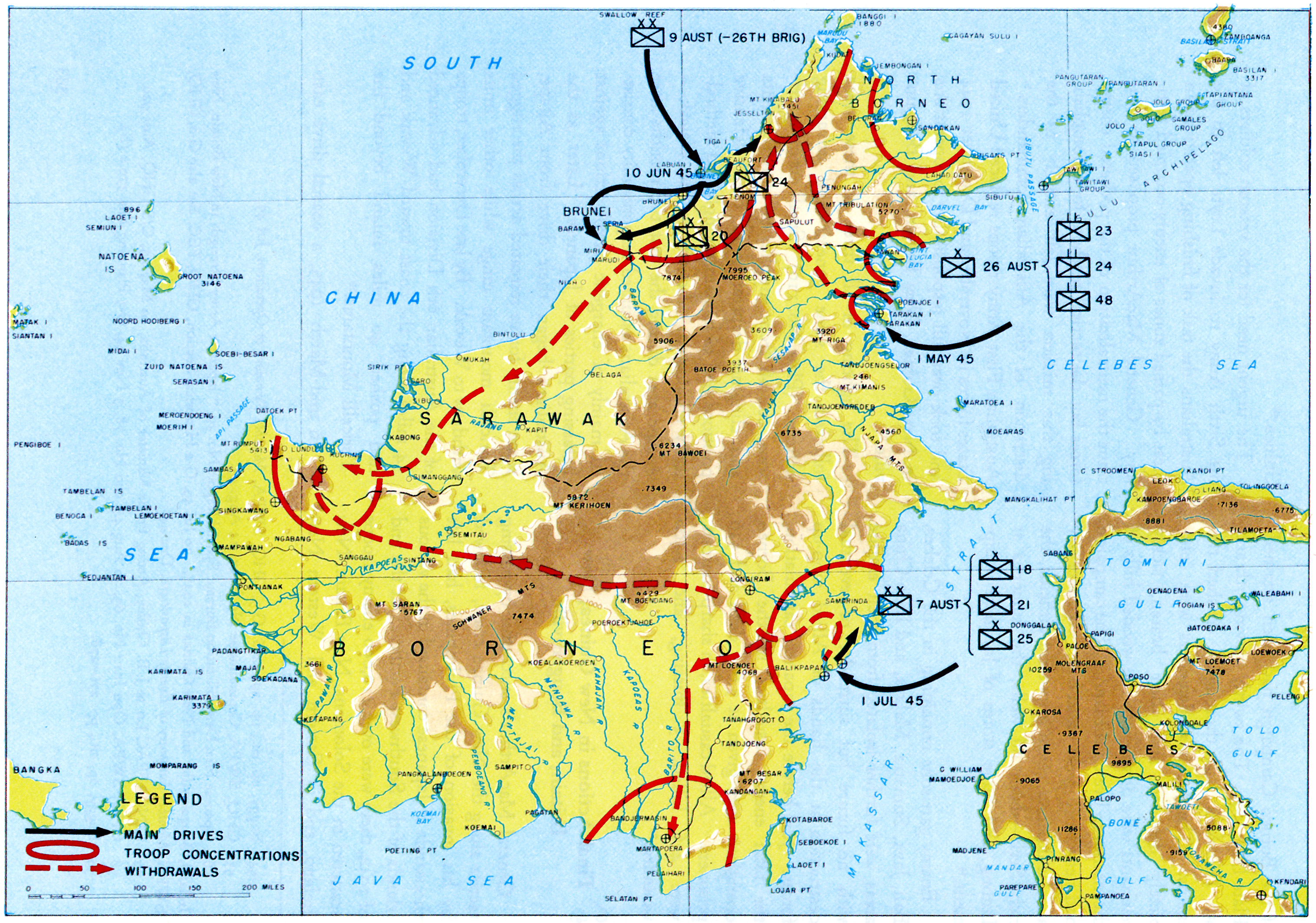
Carta del Borneo con indicati i principali movimenti delle truppe alleate (in nero) e giapponesi (in rosso) durante la campagna

Il piano concepito dagli Alleati della seconda guerra mondiale per la riconquista del Borneo era noto collettivamente come "operazione Oboe"; l'invasione del Borneo costituiva la seconda parte di una manovra molto più ampia, l'operazione Montclair, avente lo scopo di annientare le forze giapponesi che difendevano le ex Indie olandesi e la parte meridionale delle Filippine. Oltre che per le sue forniture di risorse naturali (in particolare petrolio e gomma naturale), il Borneo in generale e Tarakan in particolare offrivano la possibilità di impiantare basi aeree per supportare le future operazioni nella regione, mentre la baia del Brunei sarebbe stata impiegata come base navale.
I piani per l'invasione iniziarono a essere stesi tra la fine del 1944 e l'inizio del 1945 presso il quartier generale del South West Pacific Area, l'alto comando guidato dal generale Douglas MacArthur che coordinava le operazioni alleate nel teatro del Pacifico sud-occidentale; visto che il grosso delle forze statunitensi schierate nella regione era impegnato nella campagna per la riconquista delle Filippine, l'incarico di rioccupare il Borneo fu affidato alle forze terrestri dell'Australia. All'epoca, la principale forza da combattimento dell'Australian Army, il I Corps, non era più stata ingaggiata in combattimento da più di un anno; il corpo era stato assegnato alle forze di MacArthur, ma nonostante le pressioni del governo australiano il generale aveva deciso di non impiegarlo nella campagna nelle Filippine.
Il piano iniziale degli Alleati era suddiviso in sei fasi distinte: "Oboe 1" prevedeva la riconquista di Tarakan, "Oboe 2" di Balikpapan, "Oboe 3" di Banjarmasin, "Oboe 4" di Surabaya o di Batavia sull'isola di Giava, "Oboe 5" della parte orientale delle Indie olandesi e "Oboe 6" del Borneo britannico; alla fine, tuttavia, solo le operazioni contro Tarakan, Balikpapan e il Borneo britannico furono effettivamente portate a termine. Queste operazioni avrebbero rappresentato l'ultima campagna delle forze australiane nella guerra contro il Giappone.
Nel corso della fase di pianificazione il comandante delle forze australiane, generale Thomas Blamey, si espresse contro il progettato sbarco a Balikpapan, ritenendo che non avesse fondamentalmente alcun valore strategico; dopo molte discussioni, il governo australiano decise tuttavia di confermare questa operazione cedendo alle sollecitazioni in tal senso avanzate da MacArthur. In compenso, Blamey riuscì a far accantonare la proposta di MacArthur per uno sbarco a Giava, convincendo il primo ministro australiano John Curtin a trattenere in riserva la 6th Division destinata a ciò. Prima di condurre gli sbarchi nel Borneo britannico, gli Alleati portarono a termine una serie di operazioni preliminari di ricognizione, l'operazione Agas nel Borneo del nord e l'operazione Semut a Sarawak; queste azioni ebbero anche lo scopo di armare, addestrare e organizzare la popolazione locale perché conducesse una campagna di guerriglia ai danni dei giapponesi.

### I giapponesi
Le forze giapponesi iniziarono a preparare le difese contro un possibile sbarco degli Alleati nel Borneo a partire dalla metà del 1944, visto che il nemico si stava avvicinando a gran velocità all'isola; rinforzi dell'Esercito imperiale iniziarono ad affluire sull'isola, anche se la maggior parte di essi non arrivò che tra il settembre e il novembre 1944. Alla fine del 1944 il comando nipponico si era convinto che le forze australiane sarebbero sbarcate primariamente nella zona del Brunei, per poi procedere all'occupazione della costa occidentale del Borneo come mossa preliminare in vista di una campagna per la liberazione di Singapore e della Malesia; di conseguenza, il grosso delle forze giapponesi schierate nel Borneo nord-orientale ricevette l'ordine di dirigere verso la costa occidentale attraverso una serie di estenuanti marce su terreni accidentati, mentre altri due battaglioni furono trasferiti dal Borneo orientale al Borneo meridionale via mare tra febbraio e marzo 1945.
Dopo che le forze statunitensi ebbero liberato le zone chiave delle Filippine, mossa che in pratica tagliava fuori il Giappone dalle restanti sue posizioni nel Sud-est asiatico, il 27 gennaio 1945 l'alto comando nipponico comunicò alle forze nell'area di difendere i loro territori a qualunque costo e di non aspettarsi ulteriori rinforzi.

## Le forze in campo

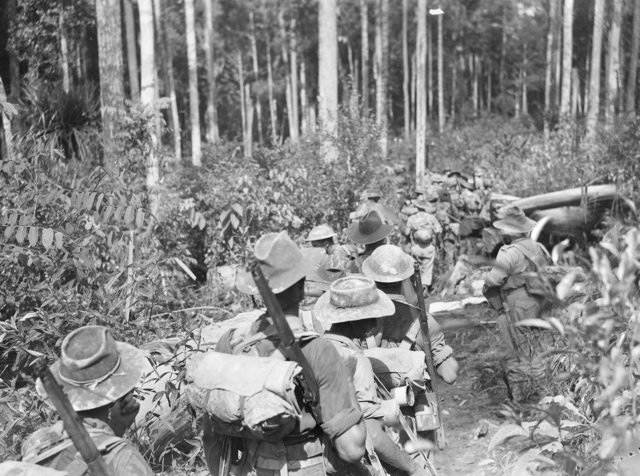
Pionieri australiani in marcia nella giungla di Tarakan

Le principali forze terrestri alleate assegnate alla campagna provenivano dal I Corps australiano, posto al comando del tenente generale Leslie Morshead; gli elementi centrali del corpo erano rappresentati da due esperte divisioni di fanteria, la 7th e la 9th Division. Per l'operazione, il corpo d'armata australiano fu assegnato a una task force apposita sotto il controllo di MacArthur invece di essere subordinato all'Eighth Army statunitense, l'alto comando che stava dirigendo la campagna nelle Filippine. Le forze navali e aeree degli Alleati, incentrate le prime sulla United States Seventh Fleet dell'ammiraglio Thomas Kinkaid e le seconde sull'Australian First Tactical Air Force del generale Charles Read e sulla Thirteenth Air Force statunitense, avrebbero anch'esse giocato un ruolo importante nella campagna. Un piccolo contingente di truppe olandesi fu aggregato alle truppe australiane come contributo simbolico alla campagna.
In totale, più di 74 000 soldati alleati furono assegnati agli sbarchi iniziali della campagna. Il grosso del sostegno logistico all'invasione sarebbe stato garantito dagli statunitensi, in particolare per il vasto ammontare di navi necessario a trasportare le truppe, i rifornimenti e l'equipaggiamento necessario per l'operazione.
Le forze dell'Esercito e della Marina giapponesi schierate nel Borneo meridionale e orientale erano agli ordini del viceammiraglio Michiaki Kamada, mentre il Borneo nord-occidentale era presidiato dalla 37ª Armata giapponese (equivalente a un corpo d'armata degli Alleati) sotto il comando del tenente generale Masao Baba, il cui quartier generale era situato a Jesselton. I principali elementi operativi della 37ª Armata erano rappresentati dalla 56ª Brigata mista indipendente (schierata nel Borneo del nord), dalla 71ª Brigata mista indipendente (nel Sarawak) e dal 25º Reggimento misto indipendente; queste unità erano state formate in Giappone nella seconda metà del 1944 e trasferite nel Borneo alla fine dello stesso anno. L'intelligence degli Alleati stimò in circa 32 000 uomini l'ammontare delle forze giapponesi nel Borneo, di cui 15 000 truppe da combattimento; molte di queste unità si stavano ancora trasferendo via terra dalla costa orientale a quella occidentale quando gli sbarchi australiani presero il via, ed erano di conseguenze gravemente indebolite dalla difficoltà delle marce nella giungla. A seguito di questi trasferimenti di truppe solo un battaglione era rimasto dislocato a Tarakan e Balikpapan; il supporto aereo giapponese nella regione era di fatto inesistente.

## La campagna

### La battaglia di Tarakan

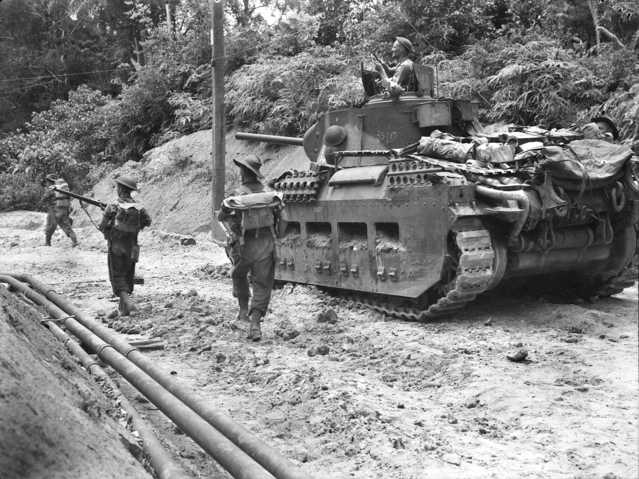
Soldati del 2/48th Battalion australiano avanzano a Tarakan con l'appoggio di un carro Mk II Matilda

La campagna del Borneo si aprì il 1º maggio 1945 con l'operazione Oboe 1, lo sbarco dei reparti alleati sull'isola di Tarakan lungo la costa nord-orientale, onde assicurarsi il controllo della pista d'aviazione presente in loco per supportare i successivi sbarchi nel resto della regione; lo sbarco principale era stato preceduto da missioni di ricognizione nella regione di Tarakan ad opera di piccoli distaccamenti australiani trasportati su canoe.
Lo sbarco a Tarakan fu assegnato alla 26th Brigade del generale David Whitehead, massicciamente rinforzata nell'organico per l'occasione: ai tre battaglioni di fanteria della brigata furono aggiunti due battaglioni di pionieri come pure distaccamenti di forze speciali degli Australian commandos e di genieri da combattimento; un contingente di genieri anfibi statunitensi, una compagnia di fanteria olandese (composta da soldati dell'Esercito delle Indie olandesi reclutati su Ambon) e un'unità per gli affari civili completavano l'organico delle forze assegnate a Whitehead. In tutto, la 26th Brigade schierava un totale di 12 000 uomini.
L'assalto degli australiani fu preceduto da una serie di pesanti bombardamenti aerei iniziata già il 12 aprile, portata avanti da velivoli della Royal Australian Air Force e della United States Army Air Forces che decollavano dall'isola di Morotai nelle Filippine; questi attacchi bloccarono il traffico navale giapponese, resero inutilizzabili le basi aeree, ridussero gli ostacoli sulle spiagge designate per lo sbarco e distrussero diverse postazioni difensive e di artiglieria nipponiche. In aggiunta, prima dello sbarco principale commandos australiani occuparono la vicina isola di Sadau e vi impiantarono una batteria d'artiglieria. Le forze navali assegnate all'operazione, comprendenti tre incrociatori e sette cacciatorpediniere australiani e statunitensi oltre a diversi mezzi da sbarco armati con razzi e mortai, fornirono ulteriore fuoco d'artiglieria d'appoggio. Tre giorni prima degli sbarchi, una forza di dragamine alleati aveva ripulito le rotte di avvicinamento all'isola.
Sotto la copertura dei cannoni di Sadau, i genieri australiani sbarcarono per primi a Lingkas per liberare le spiagge dagli ostacoli. La fanteria del 2/23rd e 2/48th Infantry Battalion prese quindi terra con l'appoggio del fuoco delle unità navali: inizialmente gli australiani non incontrarono alcuna opposizione finché non si misero in marcia verso nord alla volta della città di Tarakan; le postazioni giapponesi sulle colline attorno Lingkas furono sopraffatte e al termine del primo giorno gli Alleati avevano stabilito una solida testa di ponte sull'isola. La riserva della brigata, il 2/24th Infantry Battalion, fu sbarcata il secondo giorno e l'avanzata alla volta dell'aeroporto proseguì; la resistenza giapponese andò crescendo, e l'avanzata fu ostacolata dalla presenza di un gran numero di mine e trappole esplosive che dovettero essere neutralizzate dai pionieri australiani. Il campo d'aviazione fu infine catturato il 5 maggio, ma le operazioni proseguirono fino a giugno mentre gli australiani dovevano snidare sacche di resistenza giapponese asserragliate in tunnel e alture per tutta l'isola; l'ultimo obiettivo importante, la collina di Quota 90, fu messo in sicurezza dagli australiani il 20 giugno, anche se scaramucce e scontri su piccola scala proseguirono anche dopo tale data. Alla fine, il campo d'aviazione risultò così pesantemente danneggiato che richiese otto settimane per essere riportato alla piena efficienza, e per tale data la guerra era ormai praticamente finita; per tale ragione, diversi storici ritengono completamente ingiustificate le perdite riportate dalle truppe alleate per la conquista di Tarakan, ammontati, per i reparti australiani, a 225 morti e 669 feriti. Le perdite giapponesi furono più pesanti, con 1 540 morti e 252 prigionieri lasciati in mano agli Alleati.

### La liberazione del Borneo settentrionale

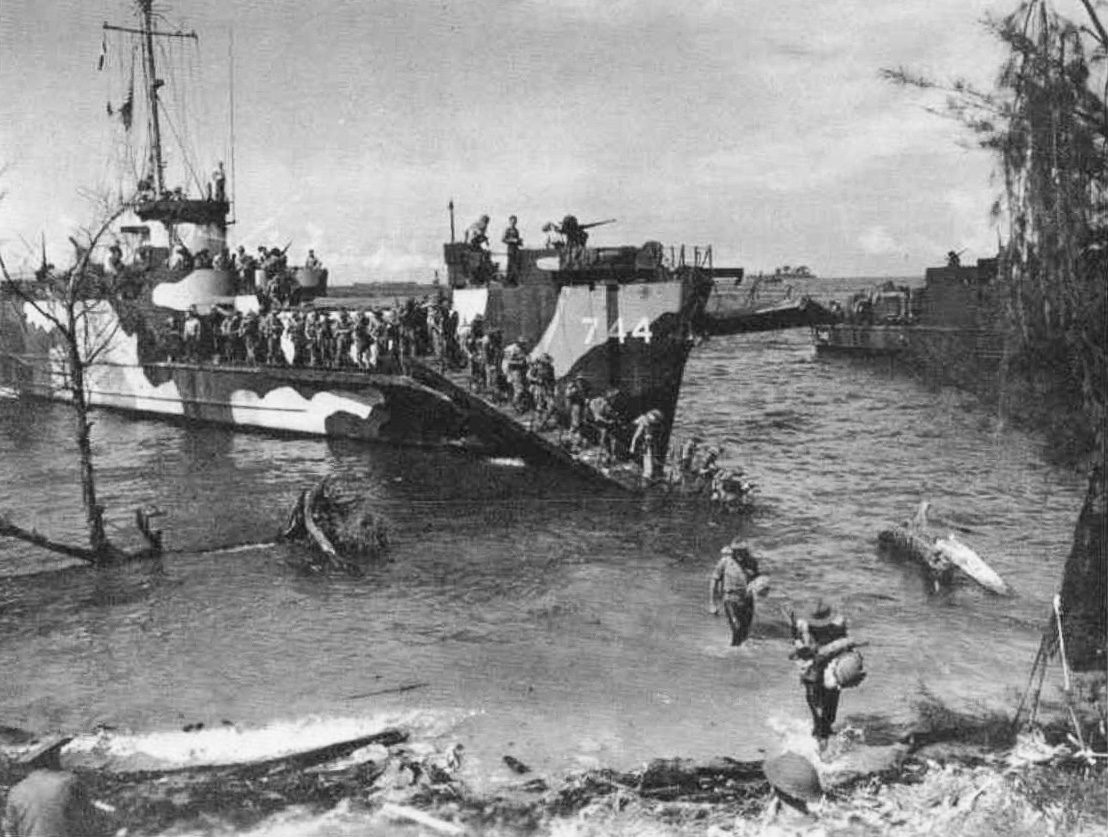
Truppe della 24th Brigade sbarcano a Labuan da un LST statunitense

Gli sbarchi previsti nella parte nord-occidentale del Borneo si prefiggevano vari obiettivi, tra cui la messa in sicurezza della baia del Brunei per impiegarla come base navale e la cattura dei locali impianti di produzione di petrolio e gomma. Un totale di 29 000 effettivi fu assegnato all'operazione, di cui più di 1 000 tra statunitensi e britannici e per il resto australiani; circa 6 000 erano i membri del personale dei reparti di volo, mentre 18 000 erano soldati delle truppe di terra e 4 700 personale destinato alla gestione delle basi. La 9th Division australiana del maggior generale George Wootten rappresentava il maggior elemento operativo della forza di sbarco con due delle sue brigate di fanteria, la 20th e la 24th Brigade; la terza brigata della divisione, la 26th Brigade, era stata distaccata per partecipare all'operazione a Tarakan. Le unità di terra godevano di un massiccio supporto da parte di unità navali australiane e statunitensi. In preparazione dello sbarco, una squadra da ricognizione fu inserita nella baia di Kimanis tramite una canoa trasportata in loco da un idrovolante Consolidated PBY Catalina.
L'operazione Oboe 6 ebbe inizio il 10 giugno 1945 con sbarchi simultanei della 24th Brigade sull'isola di Labuan e della 20th Brigade sulla costa del Brunei; visto che le truppe giapponesi si erano trincerate a distanza dalla costa, gli sbarchi non incontrarono inizialmente alcuna opposizione. Dopo aver piegato una debole resistenza, la 20th Brigade mise in sicurezza la città di Brunei il 13 giugno per poi avanzare lungo la costa in direzione sud-ovest; l'obiettivo della brigata era di occupare la zona compresa tra Miri e Lutong, con il 2/17th Battalion che muoveva via terra mentre il 2/13th Battalion lanciava un assalto anfibio a Lutong il 20 giugno. I giapponesi si ritirarono davanti all'avanzata degli australiani, e vi furono pochi scontri durante queste azioni; pattugliamenti delle regioni dell'interno portati avanti dalla 20th Brigade con l'assistenza dei locali indigeni Daiacchi portarono invece a frequenti scaramucce.

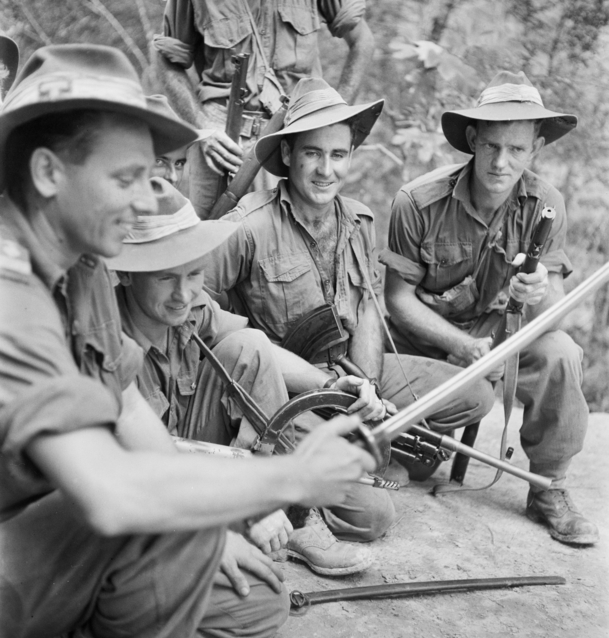
Una pattuglia australiana fotografata nei dintorni di Beaufort

Nel mentre la 24th Brigade mise rapidamente in sicurezza il campo d'aviazione e la città di Labuan, ma incontrò una forte resistenza da parte della guarnigione giapponese asserragliata in una piazzaforte nell'interno dell'isola. Dopo che un attacco iniziale a questo caposaldo sferrato il 16 giugno dal 2/28th Battalion era stato respinto con pesanti perdite, gli Alleati decisero di sottoporre la postazione a una serie di pesanti bombardamenti; il 2/28th attaccò ancora il 21 giugno con il supporto dei carri armati e sconfisse rapidamente i difensori giapponesi. I combattimenti a Labuan costarono alla 24th Brigade un totale di 34 morti e 93 feriti; dopo la battaglia gli australiani rinvennero i corpi di 389 soldati giapponesi uccisi, oltre a prendere 11 prigionieri.
Dopo una settimana dallo sbarco iniziale a Labuan, gli australiani proseguirono l'offensiva con attacchi alle postazioni giapponesi attorno a Weston, lungo la costa nord-orientale della baia del Brunei; gli australiani si spinsero quindi in avanti lungo la ferrovia a binario singolo che proseguiva da Weston fino alla giunzione di Beaufort, 24 chilometri a nord-ovest della baia, dirigendo poi su Jesselton. I combattimenti più duri si ebbero tra il 27 e il 28 giugno a Beaufort, nel corso dei quali più di 100 giapponesi rimasero uccisi; dopo questo scontro la 24th Brigade intraprese alcune limitate avanzate nel tentativo di spingere i giapponesi verso le colline dell'interno: il limite dell'avanzata della brigata fu la linea ferroviaria tra Beaufort e Tenom, e nel corso di questo periodo i comandanti australiani adottarono un approccio cauto al fine di limitare le proprie perdite. Ad ogni modo, gli scontri proseguirono fino ad agosto; il 3 agosto i giapponesi sferrarono un contrattacco ai danni delle posizioni del 2/28th Battalion, riportando undici morti contro un solo caduto tra gli australiani.
Le operazioni nel Borneo del nord compresero notevoli sforzi da parte dei militari per assicurare assistenza alla popolazione civile locale, i più vasti portati avanti dalle forze australiane durante la seconda guerra mondiale. La 9th Division fu pesantemente coinvolta nel tentativo di fornire assistenza ai civili e di ricostruire abitazioni e infrastrutture distrutte nei bombardamenti pre-invasione e negli scontri successivi.

### La guerriglia

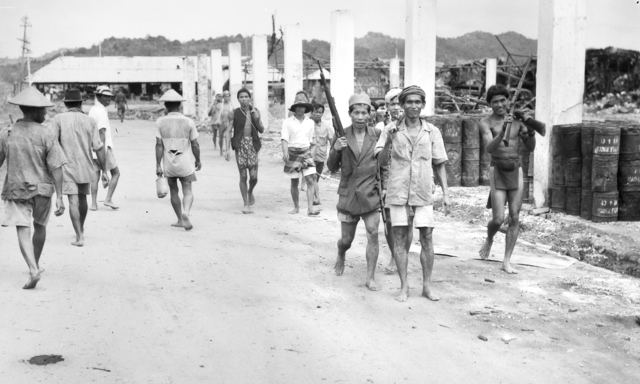
Guerriglieri daiacchi armati con fucili catturati ai giapponesi fotografati nel Brunei

Le operazioni convenzionali nel Borneo britannico furono accompagnate da una campagna di guerriglia anti-giapponese messa in piedi dallo Special Operations Australia (SOA); questa consistette in due distinte operazioni: l'operazione Agas nel Borneo del nord e l'operazione Semut nel Sarawak.
Cinque squadre del SOA furono inserite nel Borneo del nord tra il marzo e il luglio 1945: le squadre Agas 1 e Agas 2 stabilirono una rete di agenti e guerriglieri nel Borneo nord-occidentale, mentre Agas 4 e Agas 5 tentarono di fare lo stesso lungo la costa orientale ma ottennero scarsi risultati; la squadra Agas 3 compì una ricognizione dell'area attorno a Ranau su richiesta del comando del I Corps. I risultati complessivi dell'operazione Agas sono misti: le squadre del SOA stabilirono il controllo delle loro zone di operazioni, fornirono informazioni di intelligence di qualità variabile e uccisero meno di 100 giapponesi.
Come parte dell'operazione Semut, più di 100 militari alleati (in maggioranza australiani) furono suddivisi in quattro squadre inserite per via aerea nel Sarawak a partire dal marzo 1945. Le squadre Semut avevano il compito di raccogliere informazioni di intelligence e organizzare gruppi di guerriglieri, e grazie all'entusiastico supporto delle popolazioni di Daiacchi che vivevano nelle regioni dell'interno gli operativi del SOA si ritrovarono ben presto a guidare vere e proprie armate private in miniatura. Gli aerei del No. 200 Flight RAAF e le giunche classe Snake della Royal Australian Navy svolsero un importante ruolo in questa campagna inserendo le squadre del SOA e rifornendole periodicamente di armi ed equipaggiamenti.
Le unità della guerriglia lanciarono attacchi per acquisire il controllo delle regioni dell'interno del Sarawak, mentre le unità regolari della 9th Division si concentravano sulle regioni costiere, i campi petroliferi, le piantagioni e i porti del Borneo del Nord. I guerriglieri operavano a partire da campi base stabiliti attorno a Balai, Ridan e Marudi come pure sulle montagne, lungo i maggiori corsi d'acqua come i fiumi Pandaruan e Limbang e lungo la ferrovia tra Beaufort e Tenom; i guerriglieri cercarono di interrompere la libertà di movimento dei reparti giapponesi e di interdirne le forze mentre queste si ritiravano dalle principali zone di combattimento. I guerriglieri erano armati alla leggera, ma l'aviazione australiana conduceva spesso incursioni d'appoggio per permettere loro di evadere il contatto con le meglio equipaggiate unità giapponesi. La campagna ottenne grossi risultati, e si stima che più di 1 800 soldati giapponesi siano rimasti uccisi a causa delle azioni dei guerriglieri.

### La presa di Balikpapan

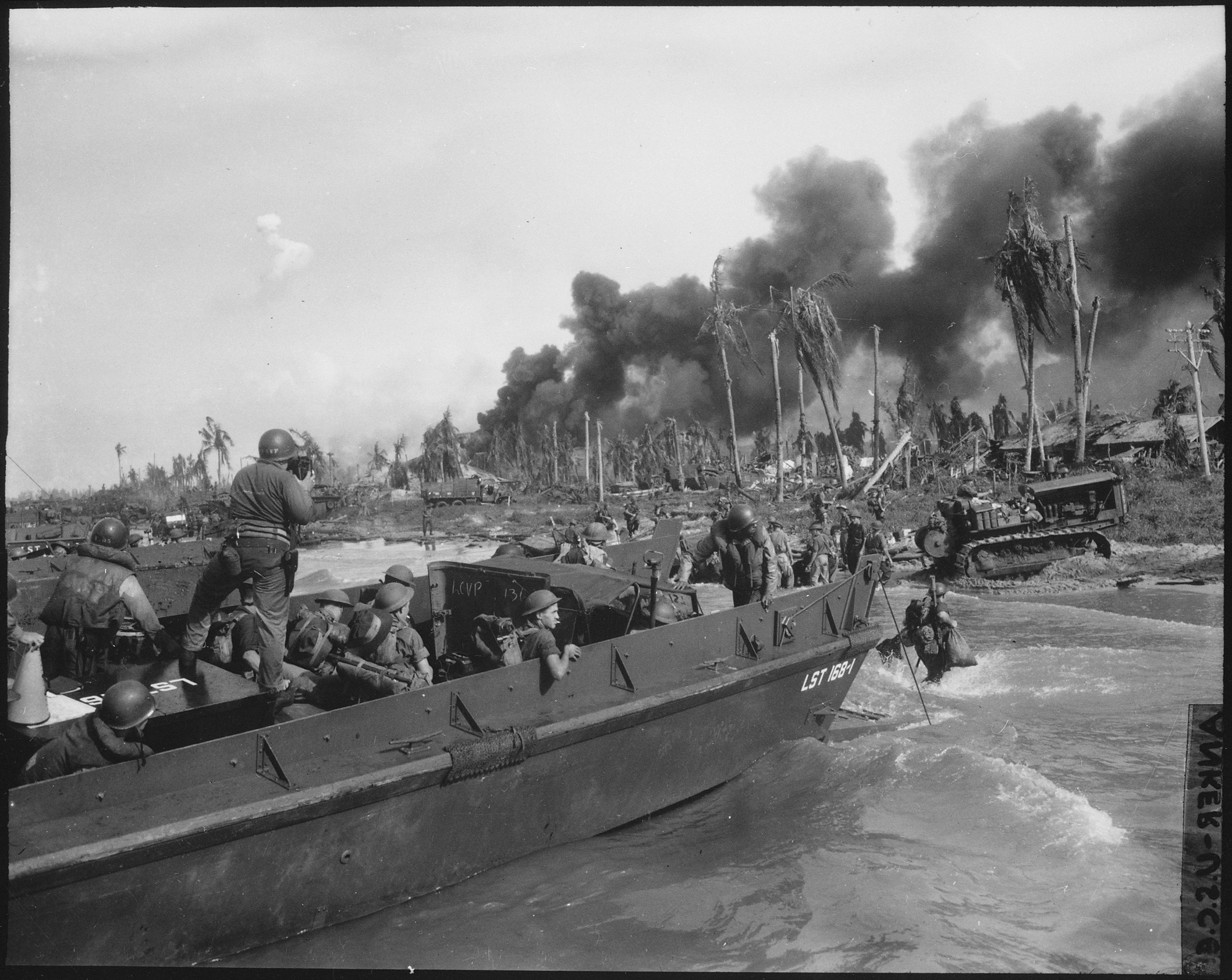
Mezzi da sbarco statunitensi in azione durante gli sbarchi a Balikpapan

L'attenzione degli Alleati si diresse quindi sulla costa orientale del Borneo, dove l'operazione Oboe 2, l'ultimo grande assalto anfibio della seconda guerra mondiale, prese vita il 1º luglio 1945 nei dintorni di Balikpapan. Lo sbarco fu preceduto da venti giorni di pesanti bombardamenti aerei, mentre i dragamine ripulivano le rotte di avvicinamento e gli ancoraggi per la flotta di invasione; le operazioni dei dragamine dovevano svolgersi all'interno del raggio dell'artiglieria costiera giapponese, e un pesante fuoco aereo e navale fu impiegato per mettere a tacere i cannoni nipponici. Vista l'inutilizzabilità del campo di volo di Tarakan, gli aerei australiani e statunitensi impegnati nei raid dovevano decollare dalle Filippine meridionali; tre dragamine andarono perduti nel corso di queste operazioni preliminari.
La flotta d'invasione salpò da Morotai il 26 giugno, arrivando davanti Balikpapan il 29 giugno; la zona di sbarco fu quindi sottoposta a un cannoneggiamento preparatorio ad opera delle navi australiane, statunitensi e olandesi per un totale di 45 000 colpi di grosso calibro sparati. Una manovra diversiva fu messa in atto davanti Manggar per sviare l'attenzione dei giapponesi, con i reparti australiani che simulavano delle manovre pre-sbarco e diffondevano false informazioni; nel mentre i sommozzatori statunitensi provvedevano a distruggere gli ostacoli sommersi sia lungo le spiagge dello sbarco che, per rafforzare il diversivo, davanti Manggar. Un totale di 33 000 truppe alleate fu impiegato per lo sbarco a Balikpapan, di cui 21 000 erano soldati australiani della 7th Division sotto il comando del maggior generale Edward Milford; questa formazione consisteva in tre brigate (la 18th, 21st e 25th Brigade), impiegate insieme in combattimento per la prima volta dall'inizio della guerra. Per lo sbarco furono selezionate tre spiagge lungo la costa meridionale tra le località di Klandasan a est e Stalkoedo a ovest, con l'assalto iniziale affidato a tre battaglioni: il 2/10th Battalion a sinistra, il 2/12th Battalion al centro e il 2/27th Battalion a destra. A causa del fumo sollevato dal bombardamento iniziale, le truppe finirono con il prendere terra nelle località sbagliate, ma lo sbarco fu in pratica senza opposizione e una solida testa di ponte fu rapidamente stabilita non appena arrivarono i reparti di rinforzo.

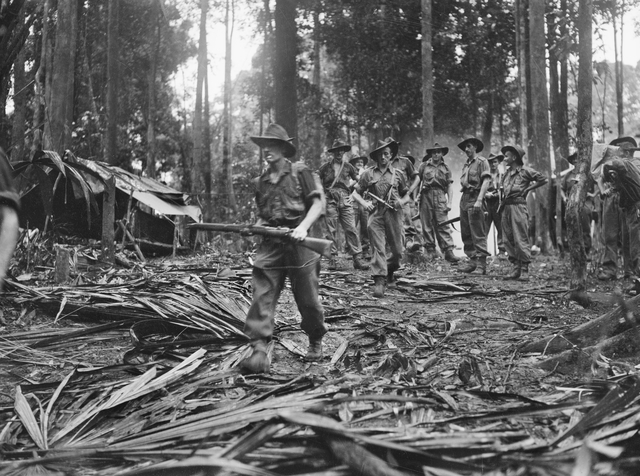
Commandos australiani alle prese con la giungla del Borneo

Sulla sinistra, la 18th Brigade si scontrò con i giapponesi per guadagnare il controllo di diverse alture attorno a Klandasan, nonché per mettere in sicurezza la città e il porto di Balikpapan a nord-ovest della zona di sbarco; nel mentre la 21st Brigade sbarcata sulla destra avanzò lungo la strada costiera principale in direzione est alla volta dei diversi campi d'aviazione giapponesi stabiliti attorno a Sepinggang e Manggar. La 25th Brigade fu tenuta in riserva, ma dopo essere sbarcata il 2 luglio fu fatta avanzare in direzione di Batuchampar, a 10 chilometri nell'interno dalle spiagge di sbarco. Balikpapan e il suo porto furono conquistati dagli australiani il 3 luglio, anche se le operazioni di rastrellamento continuarono fino al 4 luglio. Lungo la costa, la 21st Brigade attraversò il corso del fiume Batakan Ketji il 3 luglio contro una forte resistenza giapponese, che fu infine piegata grazie al fuoco di supporto delle navi al largo; il giorno successivo, dopo aver attraversato il fiume Manggar Besar, la brigata incappò ancora in una forte resistenza giapponese, sostenuta dal fuoco dell'artiglieria costiera e dei mortai schierati a protezione die vicini campi d'aviazione: a dispetto dell'appoggio dei mezzi corazzati, gli australiani furono bloccati per diversi giorni finché la cattura di alcune postazioni d'artiglieria e i pesanti attacchi aerei non ebbero infranto la resistenza dei difensori.
Nel mentre, il 5 luglio il 2/9th Battalion della 18th Brigade, appoggiato da un battaglione di pionieri, fu sbarcato a Panadjam per ripulire la costa occidentale dall'artiglieria giapponese, onde consentire agli Alleati di aprire il porto di Balikpapan; incontrando solo una debole resistenza, gli australiani ripulirono dal nemico la zona di Panadjam nel giro di due giorni. I campi d'aviazione furono infine catturati il 9 luglio, ma i giapponesi continuarono a opporre azioni ritardanti disseminando la zona di mine, trappole esplosive e cecchini e lanciando spesso contrattacchi su piccola scala. Una forte resistenza fu incontrata nei dintorni di Batuchampar dove un battaglione giapponese si era trincerato, mentre altri soldati nipponici continuarono a combattere asserragliati nei tunnel attorno a Manggar. I genieri australiani furono duramente impegnati, ritrovandosi a neutralizzare più di 8 000 tra mine e trappole esplosive e distruggendo più di 100 tunnel giapponesi.

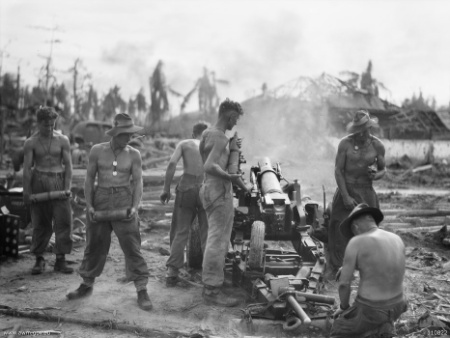
Artiglieria australiana in azione a Balikpapan

Una volta che i campi di aviazione di Maggar furono messi in sicurezza, la 21st Brigade continuò la sua avanzata alla volta di Sambodja. Muovendo nell'interno lungo una strada con andamento nord-est ribattezzata dagli australiani "Milford Highway", la 25th Brigade entrò in contatto con la retroguardia delle forze giapponesi, che fu bombardata dall'artiglieria e quindi aggirata e costretta a ritirarsi su una posizione secondaria a tre chilometri di distanza il 9 luglio; attacchi aerei e di artiglieria contribuirono a ridurre questa seconda posizione, mentre la fanteria muoveva per accerchiarla: questa azione non fu portata a termine prima del 21-22 luglio, quando i giapponesi rimasti fuggirono verso l'interno dell'isola. Entro la fine di luglio la resistenza giapponese attorno a Balikpapan era crollata, ma azioni su piccola scala continuarono a verificarsi fino alla fine della guerra in agosto mentre i giapponesi si ritiravano verso il terreno elevato delle regioni dell'interno. Le operazioni per catturare Balikpapan costarono agli australiani 229 morti e 634 feriti, mentre le perdite giapponesi furono stimate in 2 032 morti e 63 prigionieri.

## Conseguenze

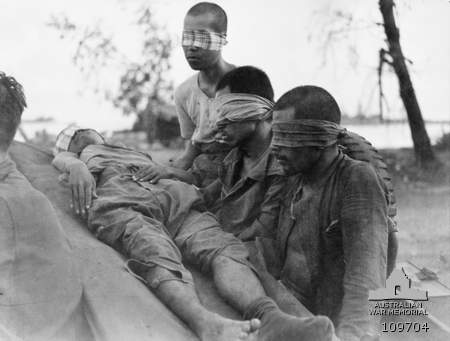
Soldati giapponesi catturati dagli Alleati nel Brunei

Dopo la resa del Giappone il 2 settembre 1945, le truppe australiane rimasero di stanza nel Borneo fino alla fine dell'anno per supervisionare il ripristino dell'autorità civile, gli sforzi di ricostruzione delle infrastrutture, il disarmo dei reparti nipponici e la liberazione dei campi per prigionieri di guerra alleati sparpagliati in tutta l'isola. Furono lanciate accuse circa il fatto che gli australiani incoraggiarono i guerriglieri Daiacchi a massacrare i reparti giapponesi appena arresisi come vendetta per le vittime alleate nelle marce della morte di Sandakan; si sostiene che in questi massacri siano morti circa 6 000 giapponesi, ma secondo lo storico Keat Gin Ooi non vi sarebbe alcuna prova documentale a sostegno di queste accuse.
Le operazioni anfibie intraprese dagli australiani nel Borneo furono, secondo lo storico Eustace Graham Keogh, la «caratteristica eccezionale» della campagna e rappresentarono le più vaste operazioni di tale tipo tentate dall'Australia nel corso della guerra. Gli assalti anfibi delle operazioni "Oboe" richiesero un vasto ammontare di appoggio navale e aereo, come pure una complessa fase preliminare di pianificazione e una notevole cooperazione tra forze aeree, navali e terrestri provenienti da diverse nazioni; fu necessario inoltre investire un significativo ammontare di tempo e risorse per addestrare e preparare la forza d'invasione. Secondo lo storico Peter Dennis, le operazioni nel Borneo furono «strategicamente di valore dubbio» ma in compenso furono «abilmente condotte». Le perdite complessive riportate dagli Alleati nel corso della campagna ammontano a circa 2 100 uomini, mentre i giapponesi contarono circa 4 700 perdite. Inoltre, un considerevole ammontare di civili rimase ucciso o ferito nel corso degli scontri: a titolo d'esempio, i bombardamenti pre-invasione su Tarakan provocarono almeno 100 morti tra la popolazione locale.
A dispetto del successo riportato dagli Alleati negli sbarchi, l'intera campagna del Borneo è stata oggetto di critiche in particolare in Australia, sia al tempo che successivamente agli eventi, perché giudicata inutile in ragione della situazione strategica complessiva e quindi uno spreco delle vite dei soldati coinvolti. Nel valutare la necessità della campagna, storici come Max Hastings sostengono che attaccare le guarnigioni giapponesi del Borneo, ormai tagliate fuori e isolate dalla madrepatria, fu in definitiva un grosso spreco di risorse, e che «ogni razionale giudizio strategico le avrebbe lasciate nelle loro posizioni, con solo una piccola forza alleata di guardia, fino alla resa della loro nazione». Si afferma tuttavia che la campagna riuscì, quantomeno, a realizzare diversi importanti obiettivi, come accrescere l'isolamento delle consistenti forze nipponiche che ancora presidiavano la parte centrale delle Indie olandesi, catturare le più importanti fonti petrolifere del Giappone, e soprattutto portare alla liberazione di un gran numero di prigionieri di guerra alleati detenuti in condizioni miserabili nei campi di prigionia della regione.